# 弗里申科費爾山

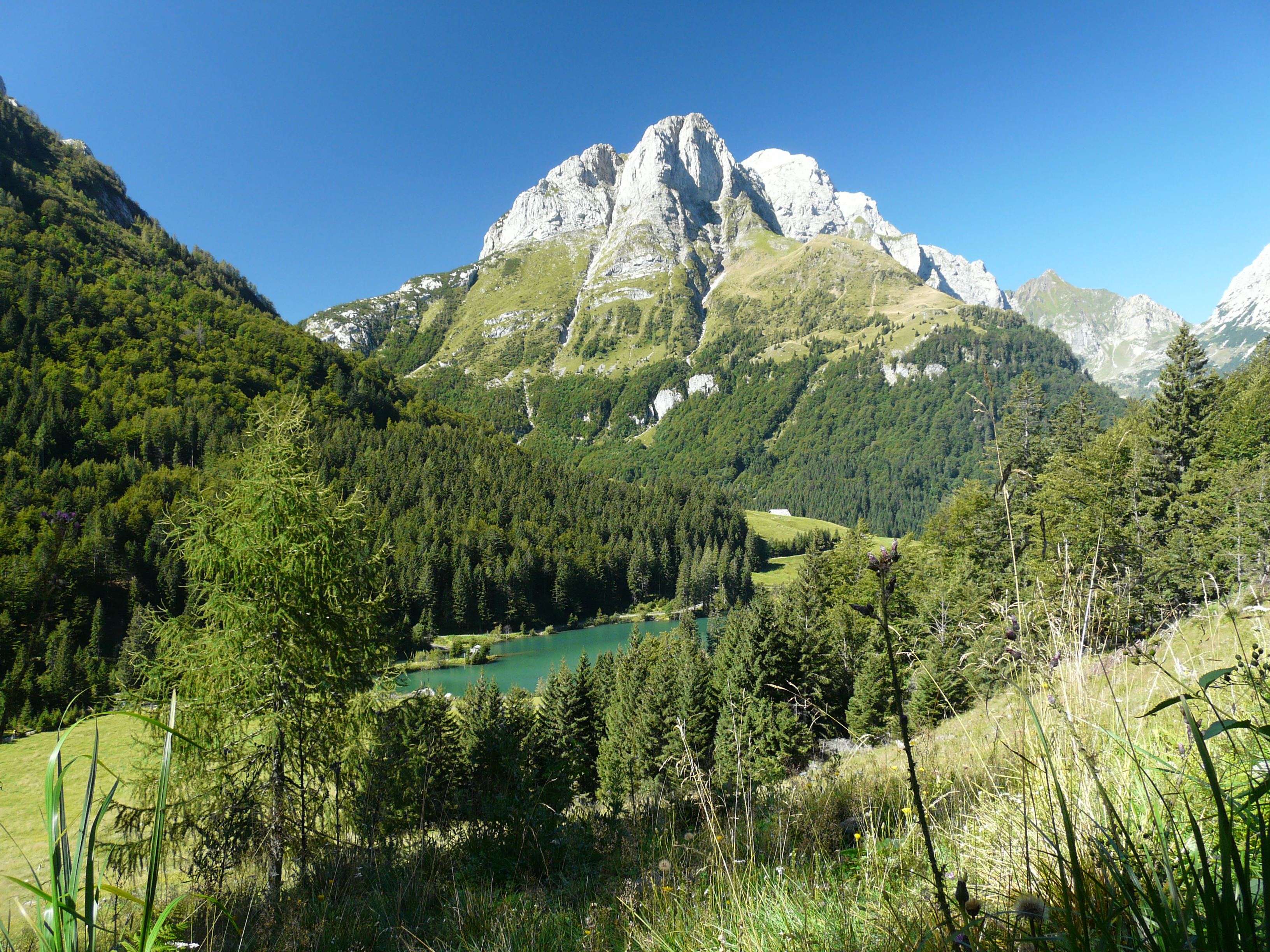

46°36′35″N 12°55′57″E / 46.60972°N 12.93250°E
弗里申科費爾山（德語：Frischenkofel），是奧地利的山峰，位於該國南部，處於克恩頓州和弗留利-威尼斯朱利亞大區接壤的邊界，屬於卡爾尼克阿爾卑斯山脈的一部分，海拔高度2,238米。